# کاونتری
کاونتری شهری واقع در انگلستان و بریتانیا است که بر روی رودخانه شربورن بنا شده‌است. این رودخانه بوسیلهٔ تأسیسات شهری پنهان شده و تنها در کانال شهر قابل مشاهده است. کاونتری به عنوان محلی از سکونت قرن‌ها قدمت دارد اما در قرون وسطی به عنوان یک شهر شناخته شد. جمعیت این شهر که به لحاظ تاریخی در واریک شیر قرار گرفته‌است در سرشماری سال ۲۰۱۱ بالغ بر ۳۱۶٫۵۱۹ نفر بوده‌است که نهمین شهر پرجمعیت انگلستان و یازدهمین شهر بریتانیا از لحاظ جمعیت محسوب می‌گردد. کاونتری پس از بیرمیگهام دومین شهر بزرگ ناحیه میدلندز غربی است و در ۳۱ کیلومتری جنوب شرق این شهر و در ۱۵۱ کیلومتری شمال غرب لندن واقع شده‌است. این شهر دارای سه دانشگاه است، دانشگاه کاونتری (Coventry University) در مرکز شهر، دانشگاه واریک (University of Warwick) در حومه جنوبی و دانشگاه کوچکتر و خصوصی آردن (Arden University) در نزدیکی فرودگاه کاونتری.

## در جنگ جهانی دوم
این شهر در این جنگ در اثر بمباران آلمان به ویرانه‌ای تبدیل شد و این در حالی بود که انگلیسی‌ها پیش از حمله از بمباران اطلاع داشتند ولی از ترس اینکه مبادا آلمانی‌ها به لو رفتن سیستم رمزگذاریشان مشکوک شوند هیچ دفاع کارآمدی از این شهر انجام نشد.

## شهرهای خواهرخوانده
| - پارکس - استرالیا - گراتس - اتریش - سارایوو - بوسنی و هرزگوین - پرنیک - بلغارستان - کورنوال (انتاریو) - کانادا - گرنبی (کبک) - کانادا - ویندزور (انتاریو) - کانادا - جینان - چین - لیدیچ - جمهوری چک - استراوا - جمهوری چک - کان - فرانسه - سن-اتین - فرانسه - درسدن - آلمان - کیل - آلمان | - دونائیوروش - مجارستان - کچکه‌مت - مجارستان - بولونیا - ایتالیا - کینگستون - جامائیکا - آرنهم - هلند - ورشو - لهستان - کورک - ایرلند - گالاتسی - رومانی - ولگاگراد - روسیه - بلگراد - صربستان - کاونتری، کانتیکت - ایالات متحده - کاونتری، نیویورک - ایالات متحده - کاونتری، رودآیلند - ایالات متحده |  |

## نگارخانه